# هارپرز (ویرجینیای غربی)
هارپرز(به انگلیسی: Harpers Ferry) شهری در ایالت ویرجینیای غربی کشور ایالات متحده آمریکا است که جمعیت آن در سرشماری سال ۲۰۱۰ میلادی، ۲۸۶ نفر بوده‌است.